# Patjuk
Patjuk (koreanisch 팥죽 [pʰat̚.t͈ɕuk̚], dt. etwa 'Adzukibohnenbrei') ist ein traditionelles koreanisches Gericht aus Roten Bohnen und Klebreis. In Korea wird das Gericht zur Feier der Wintersonnenwende gegessen, also der kürzeste Tag des Jahres. Nach dem gebundenen Mondkalender ist dieser Tag am 22./23. Dezember und wird Dongji (동지 [toŋ.dʑi], also 'Eintritt des Winters') genannt.

## Zubereitung
Die Zutaten sind Adzukibohnen, Klebreis und Wasser, aber auch etwas Zucker. Zunächst werden Adzukibohnen mit reichlich Wasser ausgekocht und daraus ein etwas dickflüssiger Bohnensaft gewonnen. Während die Bohnen kochen, formt man ein bis zwei Zentimeter große Kugeln aus Klebreismehl – saealsim 새알심 ‚Vogelei‘ genannt, vergleichbar einem Kloß in kleinerem Format. Der Bohnensaft und diese „Klößchen“ werden dann mit Klebreis in reichlich Wasser zusammen gekocht, so dass eine Art Brei – ähnlich einer dickflüssige Reissuppe – entsteht.
Die japanische Küche kennt eine ähnliche Speise namens Shiruko (Zenzai). In China heißt eine ähnliche Süßspeise Hongdou tang (chin. 紅豆湯 / 紅豆汤, dt.: „Adzukibohnensuppe“). Zum Laba-Fest im Winter gibt es in China die Tradition ein Brei aus verschiedenen Getreidesorten mit verschiedenen Bohnen (beispielsweise auch Adzukibohne) und Trockenobst zu essen, beispielsweise oft als Reisbreis.